# 皮亞特縣 (伊利諾伊州)
皮亞特縣（英語：Piatt County）是美国伊利诺伊州中部偏東的一個縣，面積1,140平方公里。根據2020年美國人口普查，共有人口16,673人。縣治蒙蒂塞洛（Monticello）。該縣成立於1841年1月27日。縣名的來源可以是以下三個其中之一：早期的殖民者家族，家族中最著名的成員詹姆斯·皮亞特或伊利諾領地司法部長本傑明·皮亞特（並非該家族直系成員）。